# João Batista Becker
João Becker (Sankt Wendel, Alemanha, 24 de fevereiro de 1870 — Porto Alegre, 15 de junho de 1946), titulado Conde João Becker pela Santa Sé, foi um bispo católico brasileiro.
O nome completo de João Becker era apenas “João Becker”, não havendo registro do acréscimo “Batista” em documentos de sua época. A forma composta surgiu apenas após a sua morte, provavelmente em razão de equívoco ou confusão. O registro de nascimento, lavrado na Alemanha, e o atestado de óbito não mencionam “Batista”, e não há evidências de que ele tenha utilizado ou assinado esse nome em vida.

## Vida
Filho de Karl e Katharina Weingand Becker; aos 8 anos emigrou para o sul do Brasil, vindo de Sankt Wendel na Alemanha, região do bispado de Trier, junto com seus pais, que se estabeleceram no Vale do Caí.
Seu pai sempre desempenhou a função de professor primário, desde cedo introduzindo o filho na vida estudantil. Dotado de rara inteligência, ajudava o pai nas tarefas de tomar as lições dos alunos, ele mesmo, às vezes, explicando-as. Tendo estudado em particular com os Jesuítas, matriculou-se depois no tradicional Colégio Nossa Senhora da Conceição, em São Leopoldo. Cursou os preparatórios exigidos para os cursos de Medicina e Direito.
Aos 21 anos, em 1891 matriculou-se na primeira turma do Seminário Diocesano de Porto Alegre (onde hoje se encontra a Cúria Metropolitana de Porto Alegre), naquele ano inaugurado por Dom Cláudio José Ponce de Leão.
Brilhante aluno de Filosofia, onde defendeu teses elogiadas pelo grande jesuíta Padre Jacob Faeh, em 1893 matriculou-se nos estudos teológicos. Concluída a formação acadêmica, recebeu as ordens do Subdiaconato e Diaconato em 30 de novembro de 1894 e 30 de novembro de 1895, respectivamente.

## Sacerdócio
O Bispo de Porto Alegre, Dom Cláudio, o ordenou sacerdote no dia 2 de agosto de 1896, na capela do Seminário Diocesano.
Dois dias após a sua ordenação sacerdotal foi nomeado pelo bispo para vigário da Paróquia Menino Deus, em Porto Alegre. O Padre João Becker, no período de doze anos que permaneceu a frente da paróquia, destacou-se pela piedade e pelo zelo na ação pastoral. Ampliou e remodelou em estilo gótico a torre da antiga capela que deu origem a atual paróquia (que foi demolida no final da década de 1960 e posteriormente reconstruída). Por todos estes trabalhos, foi nomeado Cônego Honorário aos 9 de agosto de 1906, mesmo ano que fundou a revista Liga Sacerdotal, com o padre Luís Mariano da Rocha.

## Episcopado
Dom João foi nomeado pelo Papa Pio X, como 1º bispo de Santa Catarina, em 3 de maio de 1908. Foi na Paróquia Nossa Senhora das Dores, em Porto Alegre, ordenado bispo no dia 13 de setembro do mesmo ano, por Dom Cláudio José Gonçalves Ponce de Leão e os bispos co-sagrantes foram: Dom João Francisco Braga, bispo de Curitiba e Dom João Antônio Pimenta, bispo coadjutor de Porto Alegre.
Escolheu como lema de vida episcopal: PASCAM IN JUDICIO.

### Bispo de Florianópolis
Dom João Becker foi empossado na Diocese de Florianópolis em 12 de outubro de 1908.
Em janeiro de 1912, Dom João Becker promoveu um Congresso Sacerdotal para tratar de assuntos disciplinares, quando foi organizada uma “Tabela Diocesana” e o “Regimento de Custas da Câmara Eclesiástica”. O tema disciplinar já havia sido tratado no 1º Sínodo Diocesano, realizado de 31 de janeiro a 2 de fevereiro de 1910 em Florianópolis. O 1º Sínodo dividiu o Bispado em 10 Comarcas, substituindo as antigas 4, que não mais atendiam às necessidades pastorais.
Desde o início de seu episcopado incentivou as Escolas Paroquiais. Dom João Becker dedica sua Carta Pastoral de 1910, afirmando que não há uma verdadeira paróquia sem uma Escola Paroquial. A insistência no ensino deve ser creditada em boa parte à inexistência de Instrução religiosa nas Escolas oficiais, face à separação entre Igreja e Estado, operada pela república em 1890.
Outras cartas pastorais, que totalizaram cinco: Sobre a dignidade e os deveres do Bispo, saudando os diocesanos (1908), Sobre a Ação Social (1911) e a de Despedida em 1912. Dom João Becker dava extrema importância às Cartas Pastorais, praticamente escrevendo uma a cada grande momento que surgia na vida eclesial ou nacional. As escritas em Porto Alegre são volumosas, vendidas nas Livrarias como livros de leitura e de instrução.
Para melhor conhecer seu rebanho, por 12 vezes saiu em Visita Pastoral, visitando todas as Paróquias uma vez e boa parte pela segunda.
Criou as novas paróquias de Canoinhas, Nova Veneza, Luiz Alves, Botuverá e Jaraguá do Sul, todas em 1912. E os Curatos de Cocal, em 1910; Massaranduba, em 1911, Ascurra, em 1912 e Rio dos Cedros, em 1913. Incentivou as comunidades de imigrantes que estavam crescendo muito naquela região; trouxe muitos religiosos para essas comunidades, inclusive o clero nacional era quase inexistente.

### Arcebispo de Porto Alegre
Estava realizando sua segunda Visita Pastoral, quando chegou a notícia de que tinha sido promovido a Arcebispo Metropolitano de Porto Alegre, Arquidiocese de que Florianópolis passou a ser sufragânea desde 25 de outubro de 1910, quando foi desmembrada do Arcebispado do Rio de Janeiro.
A data de nomeação foi 1 de agosto de 1912. Em 8 de dezembro seguinte, festa da Imaculada Conceição, Dom João tomou posse do Arcebispado de Porto Alegre, continuando como Administrador Apostólico de Florianópolis até 7 de setembro de 1914. Em 1913 criou o órgão oficial da Arquidiocese, a Revista Unitas, que existiu até o fim do episcopado de Dom Cláudio Colling.
Teve relevante atuação pública, tanto na administração eclesiástica como na esfera política, dando apoio declarado à Revolução de 30 e à atuação do General Flores da Cunha. Dom João desenvolveu fecundo apostolado, enfrentando com prudência e habilidade os novos momentos que viveu a Pátria; a nacionalização sucessiva à 1ª Guerra Mundial, a crise da República Velha, o Estado Novo e a 2ª Guerra Mundial.
Em 1931, fora convidado pelo então arcebispo do Rio de Janeiro, Cardeal Sebastião Leme, para fazer o discurso inaugural do Cristo do Corcovado, o Cristo Redentor. 
Durante seu episcopado foi demolida a antiga catedral colonial para dar lugar ao novo edifício neoclássico. Criou 15 paróquias em Porto Alegre e 50 paróquias no interior. Esteve a frente do primeiro Congresso Eucarístico Estadual, em 1937 e de 2 Sínodos Arquidiocesanos.
Escreveu 34 Cartas Pastorais. Publicou diversos livros religiosos, sermões e ensaios, além de relatos de viagens, incluindo Viagens e Estudos, que relata sua viagem de 10 meses pela Europa, Egito e Palestina em 1925. Em 20 de março de 1932, foi agraciado com o título de conde da Santa Sé pelo papa Pio XI. Em 1938 inaugurou na cidade de Gravataí o Seminário Menor São José. Promoveu inúmeros encontros e retiros para o clero. Acolheu novas congregações religiosas na Arquidiocese e formou a Ação Católica em todas as paróquias.
Morreu aos 76 anos de idade em 15 de junho de 1946 em Porto Alegre, meses antes de ordenar bispo o seu auxiliar na Arquidiocese de Porto Alegre, Dom Vicente Scherer que seria bispo-auxiliar em Porto Alegre.

## Ordenações episcopais
Dom João Becker ordenou os seguintes bispos:
1. Antônio Reis (1931)
2. José Baréa (1936)
3. Cândido Júlio Bampi, O.F.M.Cap. (1936)
4. Antônio Zattera (1942)

Foi co-celebrante da sagração episcopal de:
1. Alberto José Gonçalves (1909)